# Association sportive féminine du Sahel
 (août 2024).
Si vous disposez d'ouvrages ou d'articles de référence ou si vous connaissez des sites web de qualité traitant du thème abordé ici, merci de compléter l'article en donnant les références utiles à sa vérifiabilité et en les liant à la section « Notes et références ».
Maillots
L'Association sportive féminine du Sahel (arabe : الجمعية الرياضية النسائية بالساحل), plus couramment abrégé en AS féminine du Sahel, est un club tunisien de football féminin fondé en 1992 et basé dans la ville de Sousse.

## Palmarès
- Championnat de Tunisie (6) :
  - Vainqueur : 2008, 2009, 2012, 2013, 2014, 2017[2]
  - Finaliste : 2005, 2007, 2015, 2016, 2019
- Coupe de Tunisie (8) :
  - Vainqueur : 2005, 2007, 2013, 2014, 2015, 2016, 2017, 2018
  - Finaliste : 2009, 2019
- Supercoupe de Tunisie (2) :
  - Vainqueur : 2008, 2012
- Coupe de la Ligue (1) :
  - Vainqueur : 2021
- Championnat de l'UNAF (1) :
  - Vainqueur : 2009
- Ligue des champions d'Afrique féminine de handball
  - Finaliste : 2024

## Autres sections
- Handball